# Daïra de Ras El Oued
La daïra de Ras El Oued est une daïra d'Algérie située dans la wilaya de Bordj Bou Arreridj et dont le chef-lieu est la ville éponyme de Ras El Oued.

## Localisation
La daïra de Ras El Oued est située au Sud-Est de la wilaya de Bordj Bou Arreridj.

## Communes de la daïra
La daïra de Ras El Oued comprend trois communes : Aïn Tesra, Ras El Oued et Ouled Brahim.

## Économie
Une zone industrielle va être construite à cheval sur les territoires de la daïra de Bir Kasdali, la daïra d'Aïn Taghrout et la daïra de Ras El Oued. Cevital sera la première entreprise en y installant une usine de fabrication de fenêtres à double vitrage.